# HSwMS Visby (K31)
Hswms Visby (K31) là chiếc đầu tiên của các tàu hộ vệ (Corvette) lớp Visby. Nó được tạo ra như một tàu tàng hình và trải qua một thập kỷ giai đoạn thử nghiệm dài trước khi nó đi vào hoạt động với Hải quân Thụy Điển. Nó được Saab Kockums AB xây dựng tại căn cứ Hải quân Karlskrona và là chiếc đầu tiên trong số bốn tàu chiến của lớp Visby được thiết kế cho chiến tranh ven biển.
Vỏ của tàu được làm bằng chất dẻo gia cường sợi carbon, một công nghệ tàng hình, để làm cho tàu khó phát hiện bởi các lực lượng khác. Một thiết bị bên ngoài tối thiểu được lưu trữ bên ngoài của tàu, với các thiết bị như liferafts được lưu trữ bên trong thân. thân tàu này cũng làm giảm trọng lượng của chiếc thuyền khoảng một nửa. Nó được dự định sẽ được radar im lặng cho đến khi nó di chuyển trong vòng 30 kilômét (19 mi) của một tàu đối phương, dẫn đến nhà thiết kế John Nillson nói về nó, "sĩ quan Hải quân rơi vào tình yêu với con tàu này. Nó không phải là cổ điển đẹp. Trong thực tế, nó trông giống như một hộp cơm trưa. Nhưng nó có khả năng cơ động tốt hơn và có thể đạt được mức độ tàng hình.

## Dịch vụ
Visby đã hoàn thành các cuộc chạy thử máy tại 2004. con tàu trải qua tám năm thử nghiệm của cơ quan mua sắm quốc phòng Thụy Điểntrước khi được giao cho Hải quân vào cuối 2012. Các thử nghiệm này bao gồm việc bắn của RBS15 MK2 ashm, diễn ra vào tháng bảy 2012. vào tháng 10 năm 2014, Visby nằm trong số những chiếc tàu Thụy Điển tuần tra trong một cuộc tập trận để tìm ra nguồn "hoạt động dưới nước nước ngoài" được đồn đại là một tàu ngầm Nga, xác định bằng cuộc gọi bị nạn. Tin đồn này đã bị chính quyền Thụy Điển từ chối, người đã mô tả nó như là một "hoạt động tình báo".